# Kanton Mézin
Kanton Mézin (francouzsky Canton de Mézin) je francouzský kanton v departementu Lot-et-Garonne v regionu Akvitánie. Tvoří ho sedm obcí.

## Obce kantonu
- Lannes
- Mézin
- Poudenas
- Réaup-Lisse
- Sainte-Maure-de-Peyriac
- Saint-Pé-Saint-Simon
- Sos